# SGI Indy y Challenge S
 Indy, cuyo nombre en clave es Guinness, es una estación de trabajo de gama baja desarrollada y fabricada por SGI, introducida el 12 de julio de 1993. Es el resultado del intento de la compañía de obtener la porción de mercado en torno al diseño asistido por computadora (CAD), la autoedición, y la multimedia. Fue descontinuado el 30 de junio de 1997 y el soporte finalizó el 31 de diciembre de 2011.

## Hardware
El Indy posee uno de los factores de forma más pequeños para la época (41×36×8 cm). El robusto chasis de "caja de pizza" de color azul eléctrico es comparable a una PC de escritorio pequeña de la misma época, y está diseñado para que quepa debajo de un monitor CRT grande. Es la primera computadora que incluye una cámara de video digital, y se basa en una arquitectura futurista que incluye un adaptador RDSI incorporado. Diseñado para el uso multimedia, el Indy incluye E/S analógicas y digitales, SCSI, y entradas de video compuesto estándar y S-Video. 
Al comienzo de su producción, el Indy venía con 16 MB de RAM como estándar. IRIX 5.1, el primer sistema operativo para Indy, no aprovecha al máximo el hardware debido a una gestión de memoria inadecuada. SGI se dio cuenta de esto y pronto aumentó la especificación base a 32 MB, a un costo considerable. Las versiones posteriores de IRIX hacen grandes mejoras en el uso de la memoria. 
Una opción para el Indy es una unidad de disco flexible de 21 MB, pero también puede leer y escribir disquetes magnéticos estándar. 
La última versión de IRIX disponible para las estaciones de trabajo Indy es 6.5.22. 

### Procesadores
La placa base de Indy tiene un zócalo para el Módulo del procesador (PM). Los Indy tempranos utilizan un microprocesador MIPS R4000 de 100 MHz. El Indy se actualizó posteriormente con el MIPS R4400 y los R4600 de bajo costo y consumo de energía, manufacturados por Quantum Effect Devices. El R4600 tiene un mayor rendimiento de enteros, pero menor capacidad de punto flotante. El R4600 aparece fuera de la línea Indy solo una vez, y solo brevemente, en el SGI Indigo2. Esta serie de problemas con el microprocesador, junto con las tarjetas gráficas de baja potencia, la cantidad máxima de RAM más baja y la relativa falta de capacidad de expansión interna en comparación con el SGI Indigo, llevaron a Indy a ser descrito peyorativamente entre los expertos de la industria como «An Indigo without the 'go'.» («Un Indigo sin el "go".»).[cita requerida]
Como el chip R4600 en sí no tiene controlador de caché L2, se usa un controlador externo para agregar 512 KB de caché L2. Los módulos de procesador R4600, tanto con caché L2 (SC) como sin caché (PC), se han producido para Indy. A la misma frecuencia de reloj, la versión SC del módulo del procesador es generalmente de un 20 a un 40 por ciento más rápida que la versión para PC, debido a la memoria caché. 
La Indy es también la primera estación de trabajo de SGI que utiliza el microprocesador QED R5000, que ofrece ventajas significativas sobre la R4400 y la R4600 que reemplazó.    

### Gráficos
Se han producido tres subsistemas gráficos para Indy: XL de 8 bits, XL de 24 bits y XZ de 24 bits. Cada una admite una resolución máxima de 1280×1024 píxeles con una frecuencia de actualización de 76 Hz y tiene una conexión de monitor de 13W3. Las opciones de gráficos se conectan al sistema mediante un bus GIO32bis. 

#### XL de 8 bits
También conocidos como gráficos Newport y basados en el conjunto de chips REX3, estos fueron diseñados para aplicaciones generales 2D X11; no se incluye aceleración 3D por hardware. Este es el primer acelerador en demostrar antialiasing basado en objetos y líneas de Bresenham exactas de subpíxel. 

#### XL de 24 bits (XGE)
Usando una placa de circuito idéntica a la de la XL de 8 bits, la XL de 24 bits incluye tres veces más memoria de memoria de marco para acomodar el color de 24 bits. 
En una Indy con una CPU R5000, estas opciones de gráficos se llaman XGE, porque una CPU R5000 puede realizar cálculos de geometría 3D más rápido que los cuatro motores de geometría de los subsistemas XZ. Como resultado, todo 3D se realiza en software. Sin embargo, la situación se invierte cuando se realizan los cálculos para el renderizado a pantalla completa e involucran operaciones de z-buffer (que XL no posee). Los gráficos XZ rara vez se emparejan con el R5000 por este motivo.    

#### XZ
Estos gráficos son un port de los gráficos XZ (Elan) de Indigo2 en Indy. Ofrecen muy buen rendimiento 3D sin textura en ese momento, sacrificando un poco de rendimiento 2D a cambio. La opción de gráficos XZ no ha sido popular en los modelos de Indy que usaban el microprocesador R5000. Esto se debe principalmente a la arquitectura MIPS IV del R5000, que mejoró las capacidades aritméticas de punto flotante de MIPS, permitiendo que las transformaciones de coordenadas se realicen más rápido que la tarjeta gráfica XZ. Sin embargo, el uso de XZ para realizar transformaciones de coordenadas libera a la CPU para realizar otros cálculos relacionados con el renderizado. Si la aplicación no está limitada por la transformación (es decir, limitada por la velocidad de la transformación de coordenadas), la opción XZ puede proporcionar importantes ventajas de rendimiento de rasterización sobre las placas XL. Estos gráficos toman la forma de dos placas, una encima de la otra, y bloquean ambas ranuras de opciones GIO, lo que las hace menos favorables, ya que no se pueden instalar opciones como las tarjetas 10/100 Ethernet y de compresión JPEG. 

### Vídeo
Indy es el primer SGI que tiene entradas de video por defecto. Cada Indy tiene una entrada de video compuesto, S-Video y video digital de calidad amateur incorporada en la placa base, que en conjunto se conoce como video "Vino" (entrada de video, no salida). La entrada digital es un conector D-sub propietario con una matriz rectangular de pines, y es utilizada por la IndyCam. El conector es el mismo que los puertos serie de los enrutadores Cisco, sin embargo, es eléctricamente diferente. 
La resolución de entrada máxima admitida es 640×480 (NTSC) o 768×576 (PAL). Sin embargo, se requiere una máquina rápida para capturar en cualquiera de estas resoluciones; una Indy con una CPU R4600PC más lenta, por ejemplo, puede requerir que la resolución de entrada se reduzca antes del almacenamiento o procesamiento. Sin embargo, el hardware de Vino es capaz de DMAing campos de video directamente en el framebuffer con una sobrecarga de CPU mínima. 
Ninguno de los Indys admite una salida de video por defecto; eso requeriría la tarjeta Indy Video GIO32. Además, hay un módulo opcional llamado CosmoCompress, que ofrece compresión y descompresión de video JPEG sobre la marcha y utiliza otra ranura GIO32. 

### Almacenamiento
La Indy tiene dos bahías de 3.5". El compartimiento de la unidad superior es accesible desde el exterior y puede sostener un floppy. Todas las unidades externas e internas comparten un único bus Fast SCSI (a menos que una tarjeta GIO32 SCSI se haya instalado). 
Las unidades de CD-ROM externas se conectan a través del conector SCSI en la parte posterior de la carcasa. El disco típico soporta arranque, instalación de sistema operativo, y audio. Se requiere una ROM especial para arrancar desde ciertos tipos de dispositivos. Una pequeña cantidad de unidades de CD-ROM tienen el firmware necesario para hacer audio a través de SCSI. 

### Redes
Todos los Indys se envían con Ethernet AUI/10BASE-T y RDSI como equipo estándar. Los puertos Ethernet son solo half-duplex . El puerto 10BaseT tiene prioridad sobre el puerto AUI; Si el sistema detecta un operador en ambos puertos, utilizará el 10Base-T. 
Dos fabricantes diferentes produjeron tarjetas Ethernet 100BASE-TX compatibles con Indy, ambas conectadas al sistema mediante el bus GIO32. Set Engineering produjo una tarjeta Ethernet rápida de este tipo, basada en el conjunto de chips ThunderLAN de Texas Instruments, bajo contrato con SGI. Phobos también produjo modelos de tarjetas Fast Ethernet para Indy (G100 y G130). 
El puerto RDSI provisto en el Indy no tiene NT1. Se requiere un dispositivo NT1 externo para usar el puerto RDSI en América del Norte. 

## SGI Challenge S

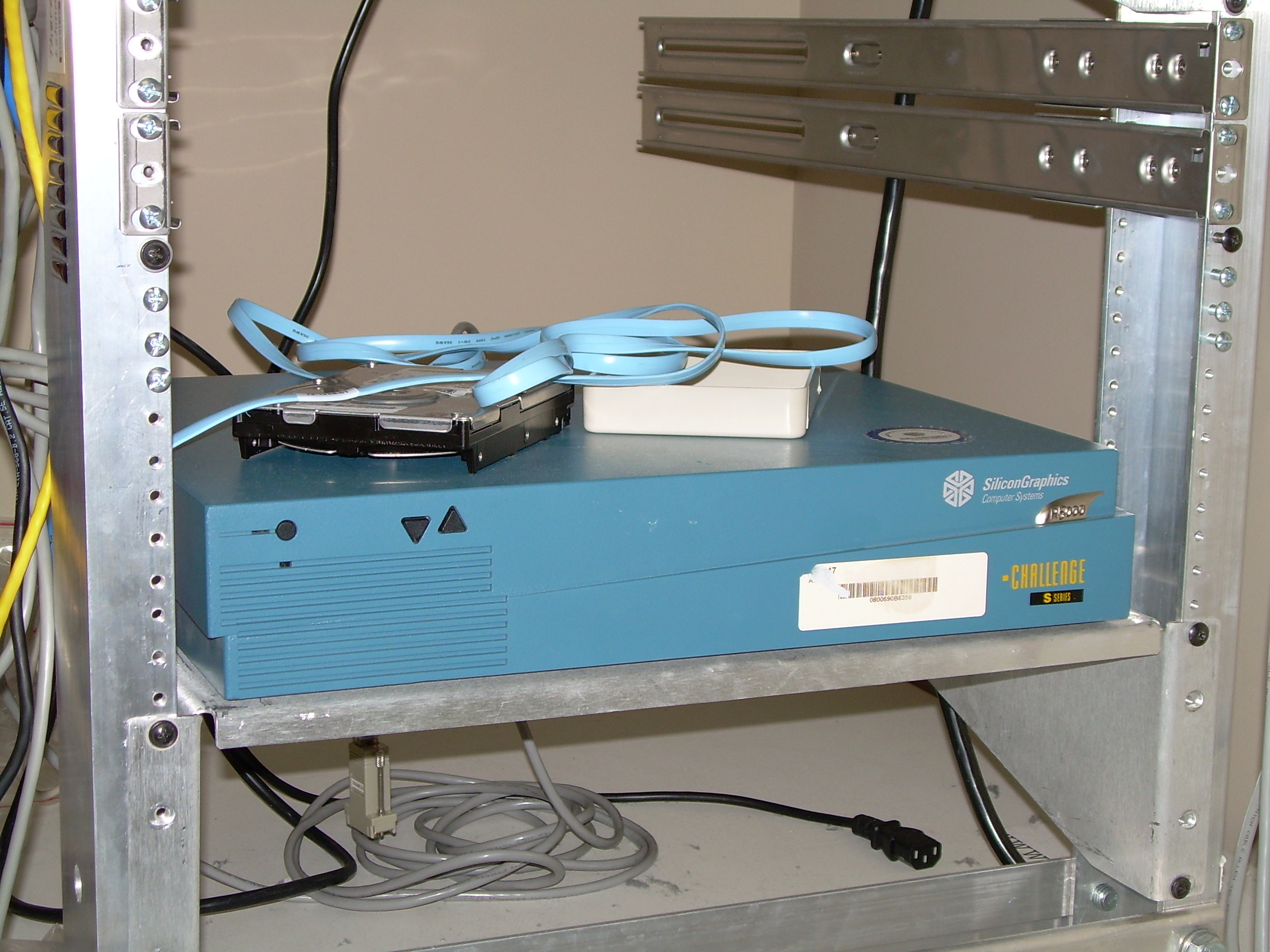
SGI Challenge S en un rack

SGI lanzó una variante de Indy para el uso de servidores de gama baja. El SGI Challenge S tiene una carcasa idéntica a la Indy (a excepción de la placa de identificación), y presentaba una placa base casi idéntica a la Indy, pero sin ningún hardware de gráficos o sonido. En algunas unidades habían botones de control de volumen en la parte frontal del Challenge S, pero no están conectados a nada. El Challenge S viene con un estándar de puerto RDSI. También se incluye un puerto Ethernet AUI de 10Mbit/s. Toda la administración local se realiza mediante la consola en serie en uno de los dos puertos en serie DIN-8 (cualquiera de los dos se puede utilizar para llegar al indicador PROM y utiliza el mismo pin-out que se encuentra en los puertos de módem / impresora Macintosh).